# Sofia Henriksson
Sofia Henriksson (Piteå, 20 febbraio 1994) è una fondista svedese.

## Biografia
Originaria di Östersund e attiva in gare FIS dal novembre del 2010, la Henriksson in Coppa del Mondo ha esordito il 30 novembre 2014 a Kuusamo (12ª) e ha ottenuto il primo podio il 22 gennaio 2017 a Ulricehamn (3ª). In carriera non ha preso parte né a rassegne olimpiche né iridate.

## Palmarès

### Mondiali juniores
- 4 medaglie:
  - 2 ori (staffetta a Liberec 2013; staffetta a Val di Fiemme 2014)
  - 2 argenti (staffetta a Erzurum 2012; 5 km TC a Val di Fiemme 2014)

### Coppa del Mondo
- Miglior piazzamento in classifica generale: 52ª nel 2024
- 1 podio (a squadre):
  - 1 secondo posto